# Loma (popolo)
I Loma, a volte chiamati Loghoma, Looma, Lorma o Toma, sono un gruppo etnico dell'Africa occidentale, che vive principalmente nelle regioni montuose e scarsamente popolate vicino al confine tra Guinea e Liberia. Parlano la lingua loma, appartenente al ramo sudoccidentale delle lingue mande.
Il popolo Loma è noto per le sue grandi maschere di legno che fondono motivi sincretici animali e umani, e che fanno parte dei riti segreti di passaggio della società Poro. Le maschere più grandi sono alte circa sei piedi, contengono decorazioni di piume e i Loma ritengono che contengano gli spiriti della foresta. I Loma hanno mantenuto in gran parte la loro religione tradizionale, resistendo ai tentativi di conversione da parte dei popoli islamici vicini. Il popolo Loma definì il conflitto religioso con il popolo Mandinka una storica “guerra continua”.
I Loma coltivano principalmente riso, con un sistema di fattorie itineranti. L'organizzazione sociale è patrilineare in materia di eredità, successione e affiliazioni di lignaggio, con la regola del matrimonio unico e esogamo. Sono comuni le famiglie miste, o comunità virilocali, in cui famiglie di fratelli si stabiliscono vicine le une alle altre.